# Iver P. Iversen
Iver P. Iversen (født 24. august 1884, død 17. januar 1968) var maskinmester.
Iversen meldte sig frivilligt til Ejnar Mikkelsens Alabama-ekspeditionen 1909-12 hvis formål var at søge efter de tre forskere Ludvig Mylius-Erichsen, Niels Peter Høeg Hagen og Jørgen Brønlund fra Danmark-ekspeditionen til Nordøstgrønland 1906-08. Det lykkedes ham at finde Brønlunds grav. På denne slædetur havde Ejnar Mikkelsen kun én ledsager, maskinmester Iver P. Iversen. Han havde også frivilligt meldt sig, da Ejnar Mikkelsen skulle starte slædeturen til Danmarkshavn for at finde de eftersøgte og varderne. Men da de to mænd kom tilbage til deres vinterkvarter var skibet skruet ned af isen og besætningen taget hjem med en norsk sælfanger. Uden megen proviant og andre hjælpemidler overlevede de næsten to og et halvt år i ødemarken med en lille træhytte. I Danmark havde man opgivet håbet om at se dem i live, men foråret 1912 blev de reddet af en norsk hvalfanger og sejlet hjem. Han er portrætteret af Joe Cole i filmen Against the Ice (en) 2022.